# Dendropsophus padreluna
Dendropsophus padreluna är en groddjursart som först beskrevs av Kaplan och Pedro M. Ruiz-Carranza 1997.  Dendropsophus padreluna ingår i släktet Dendropsophus och familjen lövgrodor. IUCN kategoriserar arten globalt som livskraftig. Inga underarter finns listade i Catalogue of Life.